# Atletica leggera ai Giochi della VII Olimpiade - Salto triplo

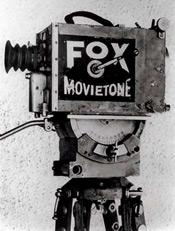
video della finale (durata: 41")

La competizione del salto triplo di atletica leggera ai Giochi della VII Olimpiade si tenne i giorni 19 e 21 agosto 1920 allo Stadio Olimpico di Anversa.

## L'eccellenza mondiale
| Primatista mondiale | 15,52 1911   | Daniel Ahearn   | Presente |
| Primatista europeo  | 15,30 (1919) | Vilho Tuulos    | Presente |
| Primatista stag.le  | 14,83        | Sherman Landers | Presente |

1. ↑  Fino al 15 agosto.
2. ↑  Misura ottenuta alle selezioni olimpiche nazionali (Trials)

## Risultati

### Turno eliminatorio
Tutti i 21 iscritti hanno diritto a tre salti. Poi si stila una classifica. I primi sei disputano la finale (tre ulteriori salti).
I sei finalisti si portano dietro i risultati della qualificazione.
La miglior prestazione appartiene a Ville Tuulos (Fin) con 14,505 m. Rimarrà il salto più lungo della competizione.
| Pos. | Atleta                | Nazione        | Misura |
| ---- | --------------------- | -------------- | ------ |
| 1    | Vilho Tuulos          | Finlandia      | 14,505 |
| 2    | Erik Almlöf           | Svezia         | 14,190 |
| 3    | Folke Jansson         | Svezia         | 14,160 |
| 4    | Sherman Landers       | Stati Uniti    | 14,000 |
| 5    | Ivar Sahlin           | Svezia         | 13,860 |
| 6    | Dan Ahearn            | Stati Uniti    | 13,750 |
| 7    | Ossian Nylund         | Finlandia      | 13,740 |
| 8    | Benjamin Howard Baker | Gran Bretagna  | 13,675 |
| 9    | Kaare Bache           | Norvegia       | 13,640 |
| 10   | Sven Runström         | Svezia         | 13,630 |
| 11   | Erling Juul           | Norvegia       | 13,590 |
| 12   | Kaufman Geist         | Stati Uniti    | 13,520 |
| 13   | Erling Vinne          | Norvegia       | 13,340 |
| 14   | Charles Lively        | Gran Bretagna  | 13,150 |
| 15   | Clarence Jaquith      | Stati Uniti    | 13,040 |
| 16   | Etienne Proux         | Francia        | 12,925 |
| 17   | André Chilo           | Francia        | 12,650 |
| 18   | Menelaos Ponireas     | Grecia         | 12,600 |
| 19   | Gustave Remouet       | Francia        | 12,475 |
| -    | František Šretr       | Cecoslovacchia | NM     |
| -    | František Stejskal    | Cecoslovacchia | NM     |

### Finale
Gli svedesi Almlöf (14,19) e Jansson (14,16) si mettono alla caccia di Tuulos. Non lo superano, ma si scambiano le posizioni. Jansson conquista l'argento e il connazionale il bronzo.
| Pos.    | Atleta          | Età | Nazione     | Misura |
| ------- | --------------- | --- | ----------- | ------ |
| Oro     | Vilho Tuulos    | 25  | Finlandia   | 14,505 |
| Argento | Folke Jansson   | 23  | Svezia      | 14,480 |
| Bronzo  | Erik Almlöf     | 29  | Svezia      | 14,270 |
| 4       | Ivar Sahlin     | 25  | Svezia      | 14,175 |
| 5       | Sherman Landers | 22  | Stati Uniti | 14,170 |
| 6       | Dan Ahearn      | 32  | Stati Uniti | 14,080 |